# روبیو (بازیکن فوتبال، زاده ۱۹۷۶)
روبیو (انگلیسی: Rubio؛ زادهٔ ۱۷ مهٔ ۱۹۷۶) بازیکن فوتبال اهل اسپانیا است.
از باشگاه‌هایی که در آن بازی کرده‌است می‌توان به باشگاه ورزشی فارنسی، باشگاه فوتبال رایو وایکانو، باشگاه فوتبال دپورتیوو لاکرونیا، و باشگاه فوتبال رئال مادرید اشاره کرد.